# Tréjouls
Tréjouls est une commune française située dans le nord du département de Tarn-et-Garonne, en région Occitanie. Sur le plan historique et culturel, la commune est dans le Quercy Blanc, correspondant à la partie méridionale du Quercy, devant son nom à ses calcaires lacustres du Tertiaire.
Exposée à un climat océanique altéré, elle est drainée par la Barguelonne, le Lendou et par divers autres petits cours d'eau. La commune possède un patrimoine naturel remarquable composé de cinq zones naturelles d'intérêt écologique, faunistique et floristique.
Tréjouls est une commune rurale qui compte 221 habitants en 2022, après avoir connu un pic de population de 665 habitants en 1836.  Ses habitants sont appelés les Tréjoulois ou  Tréjouloises.

## Géographie

### Localisation
Commune située dans le Quercy, sur la Barguelonne.

### Communes limitrophes
La commune est limitrophe du département du Lot.
Les communes limitrophes sont  Cazes-Mondenard, Lauzerte, Lendou-en-Quercy, Montlauzun, Sainte-Juliette et Sauveterre.
| Sainte-Juliette | Montlauzun (Lot) | Lendou-en-Quercy (Lot) |
| Lauzerte        | Tréjouls         | Sauveterre             |
|                 | Cazes-Mondenard  |                        |

### Hydrographie

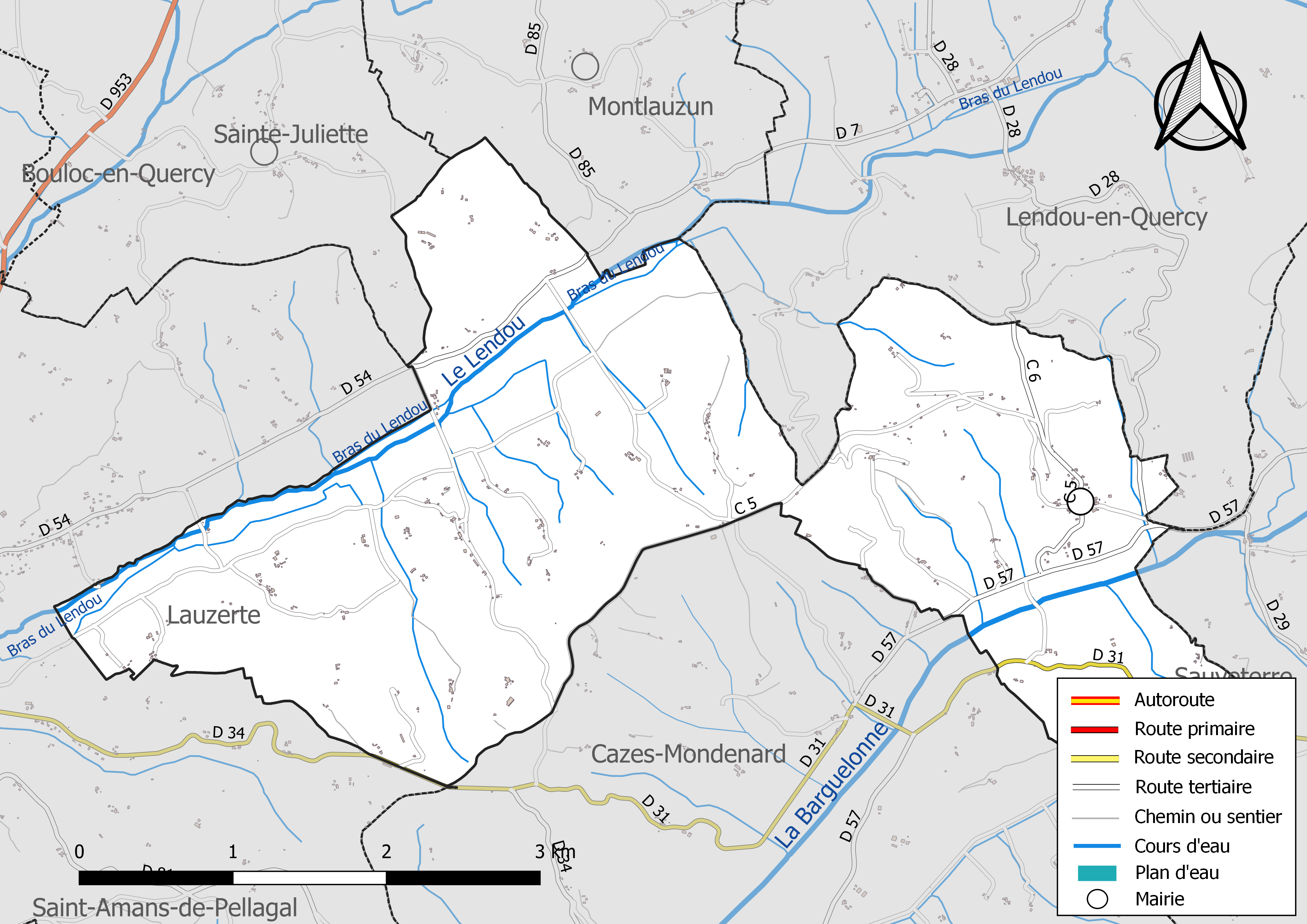
Réseaux hydrographique et routier de Tréjouls.

La commune est dans le bassin versant de la Garonne, au sein du bassin hydrographique Adour-Garonne. Elle est drainée par la Barguelonne, le Lendou, un bras du Lendou, un bras du Lendou, un bras du Lendou et par divers petits cours d'eau, constituant un réseau hydrographique de 24 km de longueur totale,.
La Barguelonne, d'une longueur totale de 61,1 km, prend sa source dans la commune de Lhospitalet et s'écoule du nord-est au sud-ouest. Elle traverse la commune et se jette dans le canal de Golfech à Lamagistère, après avoir traversé 24 communes.
Le Lendou, d'une longueur totale de 30,5 km, prend sa source dans la commune de Lhospitalet et s'écoule du nord-est au sud-ouest. Il traverse la commune et se jette dans la Petite Barguelonne à Saint-Amans-de-Pellagal, après avoir traversé 9 communes.

### Climat
Pour des articles plus généraux, voir Climat de l'Occitanie et Climat de Tarn-et-Garonne.
En 2010, le climat de la commune est de type climat du Bassin du Sud-Ouest, selon une étude du Centre national de la recherche scientifique s'appuyant sur une série de données couvrant la période 1971-2000. En 2020, Météo-France publie une typologie des climats de la France métropolitaine dans laquelle la commune est exposée à un climat océanique altéré et est dans la région climatique Aquitaine, Gascogne, caractérisée par une pluviométrie abondante au printemps, modérée en automne, un faible ensoleillement au printemps, un été chaud (19,5 °C), des vents faibles, des brouillards fréquents en automne et en hiver et des orages fréquents en été (15 à 20 jours).
Pour la période 1971-2000, la température annuelle moyenne est de 12,7 °C, avec une amplitude thermique annuelle de 15,5 °C. Le cumul annuel moyen de précipitations est de 819 mm, avec 11,1 jours de précipitations en janvier et 5,9 jours en juillet. Pour la période 1991-2020, la température moyenne annuelle observée sur la station météorologique de Météo-France la plus proche, « Montcuq - Rouil », sur la commune de Montcuq-en-Quercy-Blanc à 8 km à vol d'oiseau, est de 13,4 °C et le cumul annuel moyen de précipitations est de 830,2 mm. 
La température maximale relevée sur cette station est de 41,8 °C, atteinte le 4 août 2003 ; la température minimale est de −19 °C, atteinte le 16 janvier 1985,,.
Les paramètres climatiques de la commune ont été estimés pour le milieu du siècle (2041-2070) selon différents scénarios d'émission de gaz à effet de serre à partir des nouvelles projections climatiques de référence DRIAS-2020. Ils sont consultables sur un site dédié publié par Météo-France en novembre 2022.

### Milieux naturels et biodiversité

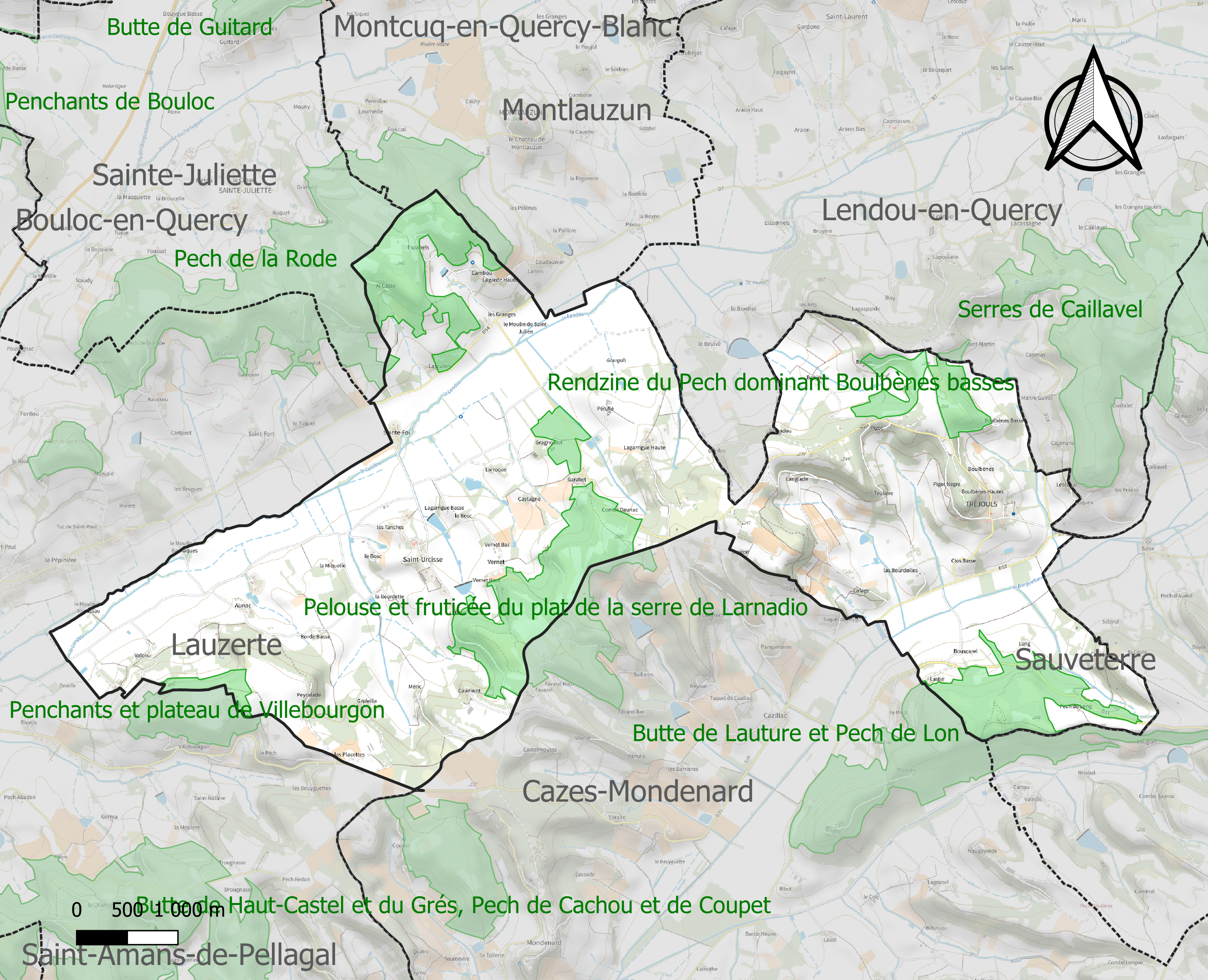
Carte des ZNIEFF de type 1 localisées sur la commune.

L’inventaire des zones naturelles d'intérêt écologique, faunistique et floristique (ZNIEFF) a pour objectif de réaliser une couverture des zones les plus intéressantes sur le plan écologique, essentiellement dans la perspective d’améliorer la connaissance du patrimoine naturel national et de fournir aux différents décideurs un outil d’aide à la prise en compte de l’environnement dans l’aménagement du territoire.
Cinq ZNIEFF de type 1 sont recensées sur la commune :
- la « butte de Lauture et pech de Lon » (133 ha), couvrant 3 communes du département[15] ;
- le « pech de la Rode » (276 ha), couvrant 4 communes dont une dans le Lot et trois dans le Tarn-et-Garonne[16] ;
- les « pelouse et fruticée du plat de la serre de Larnadio » (102 ha), couvrant 2 communes du département[17].
- les « Penchants et plateau de Villebourgon » (34 ha), couvrant 2 communes du département[18].
- la « rendzine du pech dominant Boulbènes basses » (25 ha), couvrant 2 communes dont une dans le Lot et une dans le Tarn-et-Garonne[19] ;

## Urbanisme

### Typologie
Au 1er janvier 2024, Tréjouls est catégorisée commune rurale à habitat très dispersé, selon la nouvelle grille communale de densité à sept niveaux définie par l'Insee en 2022.
Elle est située hors unité urbaine et hors attraction des villes,.

### Occupation des sols
L'occupation des sols de la commune, telle qu'elle ressort de la base de données européenne d’occupation biophysique des sols Corine Land Cover (CLC), est marquée par l'importance des territoires agricoles (84,7 % en 2018), en augmentation par rapport à 1990 (83,3 %). La répartition détaillée en 2018 est la suivante : 
terres arables (39,5 %), zones agricoles hétérogènes (37,5 %), forêts (15,3 %), prairies (7,8 %). L'évolution de l’occupation des sols de la commune et de ses infrastructures peut être observée sur les différentes représentations cartographiques du territoire : la carte de Cassini (XVIIIe siècle), la carte d'état-major (1820-1866) et les cartes ou photos aériennes de l'IGN pour la période actuelle (1950 à aujourd'hui).

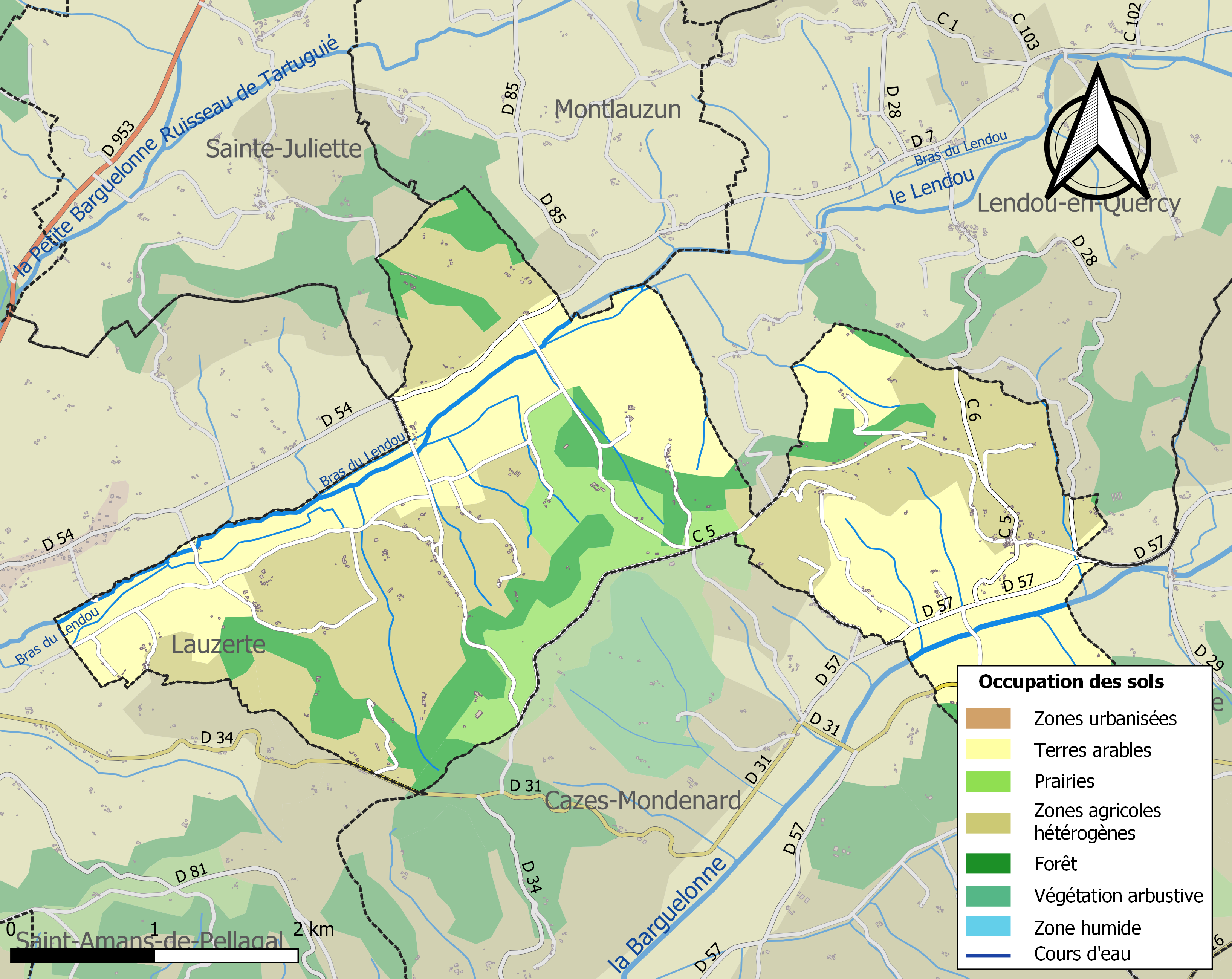
Carte des infrastructures et de l'occupation des sols de la commune en 2018 (CLC).

### Risques majeurs
Le territoire de la commune de Tréjouls est vulnérable à différents aléas naturels : météorologiques (tempête, orage, neige, grand froid, canicule ou sécheresse), inondations, mouvements de terrains et séisme (sismicité très faible). Il est également exposé à un risque technologique,  le transport de matières dangereuses. Un site publié par le BRGM permet d'évaluer simplement et rapidement les risques d'un bien localisé soit par son adresse soit par le numéro de sa parcelle.

#### Risques naturels
Certaines parties du territoire communal sont susceptibles d’être affectées par le risque d’inondation par débordement de cours d'eau, notamment la Barguelonne et le Lendou. La cartographie des zones inondables en ex-Midi-Pyrénées réalisée dans le cadre du XIe Contrat de plan État-région, visant à informer les citoyens et les décideurs sur le risque d’inondation, est accessible sur le site de la DREAL Occitanie. La commune a été reconnue en état de catastrophe naturelle au titre des dommages causés par les inondations et coulées de boue survenues en 1982, 1996, 1999, 2007 et 2015,.
Tréjouls est exposée au risque de feu de forêt. Le département de Tarn-et-Garonne présentant toutefois globalement un niveau d’aléa moyen à faible très localisé, aucun Plan départemental de protection des forêts contre les risques d’incendie de forêt (PFCIF) n'a été élaboré. Le débroussaillement aux abords des maisons constitue l’une des meilleures protections pour les particuliers contre le feu,.

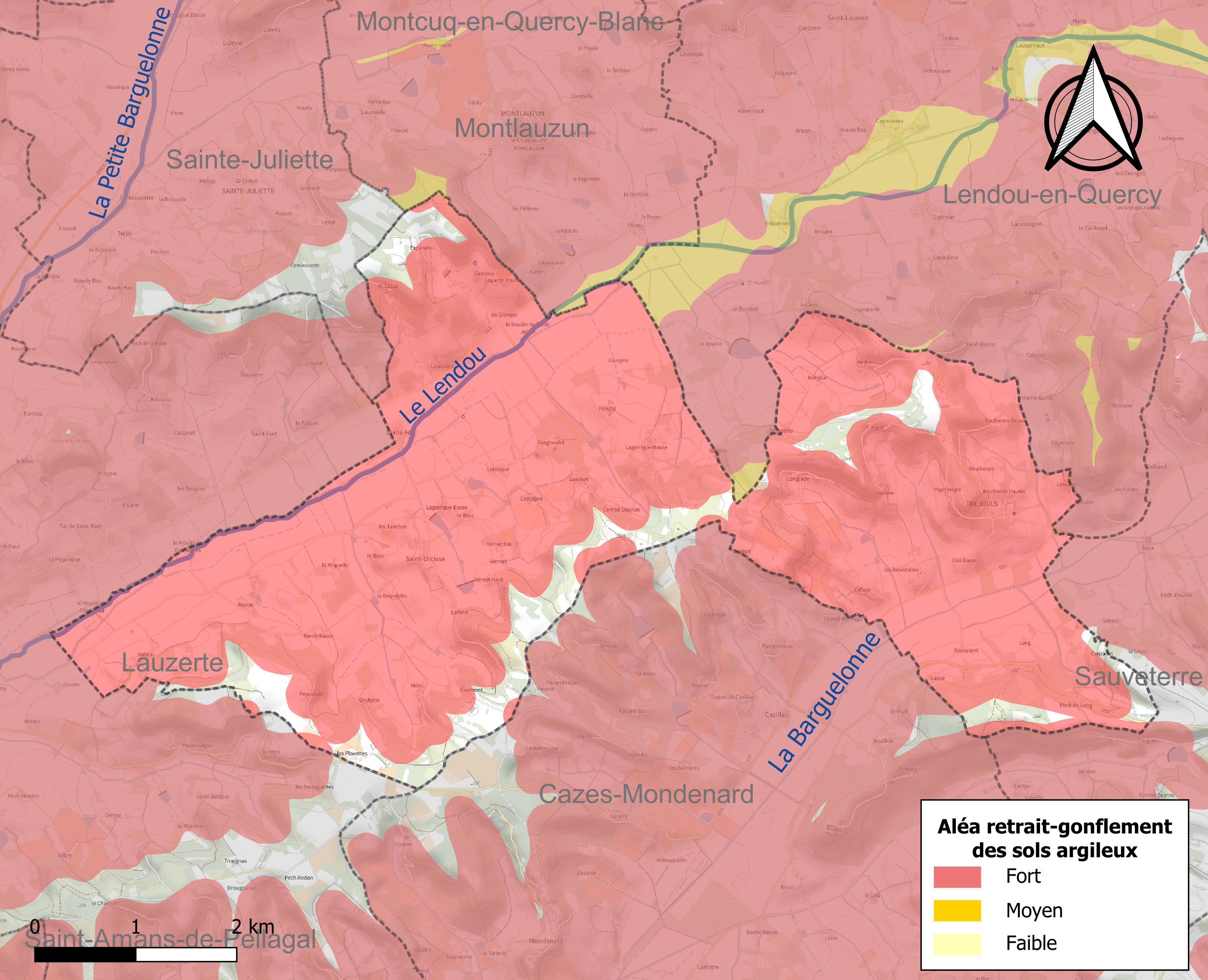
Carte des zones d'aléa retrait-gonflement des sols argileux de Tréjouls.

Les mouvements de terrains susceptibles de se produire sur la commune sont des tassements différentiels.
Le retrait-gonflement des sols argileux est susceptible d'engendrer des dommages importants aux bâtiments en cas d’alternance de périodes de sécheresse et de pluie. 90 % de la superficie communale est en aléa moyen ou fort (92 % au niveau départemental et 48,5 % au niveau national). Sur les 156 bâtiments dénombrés sur la commune en 2019, 141 sont en aléa moyen ou fort, soit 90 %, à comparer aux 96 % au niveau départemental et 54 % au niveau national. Une cartographie de l'exposition du territoire national au retrait gonflement des sols argileux est disponible sur le site du BRGM,.
Par ailleurs, afin de mieux appréhender le risque d’affaissement de terrain, l'inventaire national des cavités souterraines permet de localiser celles situées sur la commune.
Concernant les mouvements de terrains, la commune a été reconnue en état de catastrophe naturelle au titre des dommages causés par la sécheresse en 1989, 2009 et 2012 et par des mouvements de terrain en 1999.

#### Risques technologiques
Le risque de transport de matières dangereuses sur la commune est lié à sa traversée par des infrastructures routières ou ferroviaires importantes ou la présence d'une canalisation de transport d'hydrocarbures. Un accident se produisant sur de telles infrastructures est susceptible d’avoir des effets graves sur les biens, les personnes ou l'environnement, selon la nature du matériau transporté. Des dispositions d’urbanisme peuvent être préconisées en conséquence.

## Politique et administration

### Administration municipale
Le nombre d'habitants au dernier recensement étant compris entre 100 et 499, le nombre de membres du conseil municipal est de 11.

### Liste des maires
| Période                                  | Période                       | Identité                 | Étiquette | Qualité |
| ---------------------------------------- | ----------------------------- | ------------------------ | --------- | ------- |
| Les données manquantes sont à compléter. |                               |                          |           |         |
| 1793                                     | 1795                          | Jean Delcros             |           |         |
| 1795                                     | 1797                          | Guillaume Desprats       |           |         |
| 1797                                     | 1800                          | François Lafage          |           |         |
| 1800                                     | 1809                          | Gabriel Maffre de Cruzel |           |         |
| 1809                                     | 1814                          | Jean Doumerc             |           |         |
| 1814                                     | 1815                          | Joseph Brechan           |           |         |
| 1815                                     | 1816                          | Etienne Combarieu        |           |         |
| 1816                                     | 1821                          | Louis-Charles de Cruzel  |           |         |
| 1821                                     | 1832                          | Marie-Henry de Combarieu |           |         |
| 1832                                     | 1860                          | Jean-Joseph Brechan      |           |         |
| 1860                                     | 1868                          | Antoine Vincent Derrua   |           |         |
| 1868                                     | 1871                          | Jean Lauture             |           |         |
| 1871                                     | 1874                          | Jean-Baptiste Albugues   |           |         |
| 1874                                     | 1878                          | Jean-Bonaventure Brechan |           |         |
| 1878                                     | 1881                          | Pierre Margaridenc       |           |         |
| 1881                                     | 1886                          | Jean-Bonaventure Brechan |           |         |
| 1886                                     | 1892                          | Jean-Eugène Delport      |           |         |
| 1892                                     | 1900                          | Bernard Poirier          |           |         |
| 1900                                     | 1901                          | Louis Alis               |           |         |
| 1901                                     | 1903                          | Joseph Rouges            |           |         |
| 1903                                     | 1909                          | Pierre Aunac             |           |         |
| 1909                                     | 1912                          | Guillaume Gayet          |           |         |
| 1912                                     | 1926                          | Bernard Poirier          |           |         |
| 1926                                     | 1951                          | Jean Julien Brugel       |           |         |
| 1951                                     | 1971                          | Jean Elie Desprats       |           |         |
| 1971                                     | 1995                          | Ismael Lanies            |           |         |
| 1995                                     | 2014                          | Serge Roos               | PRG       |         |
| mars 2014                                | En cours (au 16 juillet 2014) | Véronique Bessieres      |           |         |

## Démographie
Les habitants de la commune sont appelés les Tréjoulois.
| 1793 | 1800 | 1806 | 1821 | 1831 | 1836 | 1841 | 1846 | 1851 |
| ---- | ---- | ---- | ---- | ---- | ---- | ---- | ---- | ---- |
| 212  | 248  | 616  | 538  | 643  | 665  | 644  | 647  | 662  |

| 1856 | 1861 | 1866 | 1872 | 1876 | 1881 | 1886 | 1891 | 1896 |
| ---- | ---- | ---- | ---- | ---- | ---- | ---- | ---- | ---- |
| 611  | 613  | 581  | 572  | 541  | 513  | 503  | 443  | 438  |

| 1901 | 1906 | 1911 | 1921 | 1926 | 1931 | 1936 | 1946 | 1954 |
| ---- | ---- | ---- | ---- | ---- | ---- | ---- | ---- | ---- |
| 446  | 440  | 396  | 354  | 364  | 364  | 365  | 365  | 331  |

| 1962 | 1968 | 1975 | 1982 | 1990 | 1999 | 2006 | 2007 | 2012 |
| ---- | ---- | ---- | ---- | ---- | ---- | ---- | ---- | ---- |
| 296  | 286  | 272  | 242  | 245  | 260  | 259  | 259  | 249  |

| 2017 | 2022 | - | - | - | - | - | - | - |
| ---- | ---- | - | - | - | - | - | - | - |
| 242  | 221  | - | - | - | - | - | - | - |

## Économie

### Revenus
En 2018, la commune compte 103 ménages fiscaux, regroupant 245 personnes. La médiane du revenu disponible par unité de consommation est de 17 620 € (20 140 € dans le département).

### Emploi
|                | 2008  | 2013   | 2018   |
| -------------- | ----- | ------ | ------ |
| Commune        | 6,5 % | 10,2 % | 7,1 %  |
| Département    | 8,4 % | 10,2 % | 10,3 % |
| France entière | 8,3 % | 10 %   | 10 %   |

En 2018, la population âgée de 15 à 64 ans s'élève à 139 personnes, parmi lesquelles on compte 67,5 % d'actifs (60,4 % ayant un emploi et 7,1 % de chômeurs) et 32,5 % d'inactifs,. Depuis 2008, le taux de chômage communal (au sens du recensement) des 15-64 ans est inférieur à celui de la France et du département.
La commune est hors attraction des villes,. Elle compte 51 emplois en 2018, contre 56 en 2013 et 58 en 2008. Le nombre d'actifs ayant un emploi résidant dans la commune est de 84, soit un indicateur de concentration d'emploi de 60,4 % et un taux d'activité parmi les 15 ans ou plus de 43,7 %.
Sur ces 84 actifs de 15 ans ou plus ayant un emploi, 40 travaillent dans la commune, soit 47 % des habitants. Pour se rendre au travail, 69,2 % des habitants utilisent un véhicule personnel ou de fonction à quatre roues, 7,1 % s'y rendent en deux-roues, à vélo ou à pied et 23,7 % n'ont pas besoin de transport (travail au domicile).

### Activités hors agriculture
11 établissements sont implantés  à Tréjouls au 31 décembre 2019.
Le secteur du commerce de gros et de détail, des transports, de l'hébergement et de la restauration est prépondérant sur la commune puisqu'il représente 27,3 % du nombre total d'établissements de la commune (3 sur les 11 entreprises implantées  à Tréjouls), contre 29,7 % au niveau départemental.

### Agriculture
La commune est dans le Quercy Blanc, une petite région agricole ne concernant qu'une commune du département de Tarn-et-Garonne. En 2020, l'orientation technico-économique de l'agriculture  sur la commune est la polyculture et/ou le polyélevage. 
|               | 1988 | 2000 | 2010 | 2020  |
| ------------- | ---- | ---- | ---- | ----- |
| Exploitations | 40   | 31   | 23   | 23    |
| SAU (ha)      | 899  | 964  | 925  | 1 080 |

Le nombre d'exploitations agricoles en activité et ayant leur siège dans la commune est passé de 40 lors du recensement agricole de 1988  à 31 en 2000 puis à 23 en 2010 et enfin à 23 en 2020, soit une baisse de 42 % en 32 ans. Le même mouvement est observé à l'échelle du département qui a perdu pendant cette période 57 % de ses exploitations,. La surface agricole utilisée sur la commune a quant à elle augmenté, passant de 899 ha en 1988 à 1 080 ha en 2020. Parallèlement la surface agricole utilisée moyenne par exploitation a augmenté, passant de 22 à 47 ha.

## Culture locale et patrimoine

### Lieux et monuments
- Église de l'Assomption de Tréjouls. L'édifice est référencé dans la base Mérimée et à l'Inventaire général Région Occitanie[41]. De nombreux objets sont référencés dans la base Palissy (voir les notices liées)[41].
- Église Saint-Urcisse de Saint-Urcisse. L'édifice est référencé dans la base Mérimée et à l'Inventaire général Région Occitanie[42]. De nombreux objets sont référencés dans la base Palissy (voir les notices liées)[42].

## Pour approfondir